# 耙吸式挖泥船

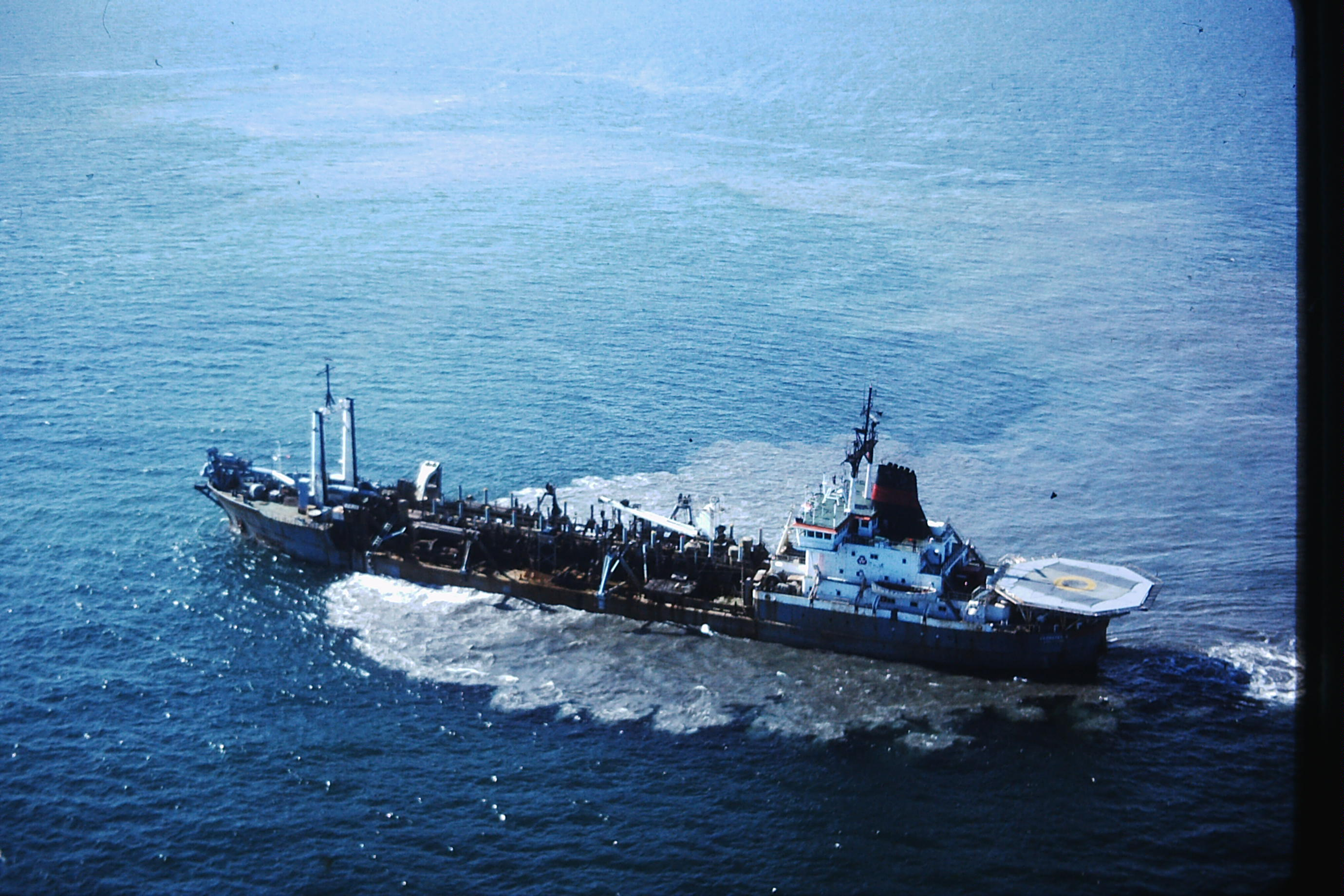
1987年，图克托亚图克附近的波弗特海上的一艘耙吸式挖泥船

耙吸式挖泥船 是一种可以抽吸沙子、粘土、淤泥和砾石的船舶，它可以讓通航水道、运河減緩淤塞的速度。  耙吸式挖泥船将一種類似耙的管道放到河底，然後再將泥漿吸入泥艙中。